# Barcza (gmina Zagnańsk)
Barcza – wieś w województwie świętokrzyskim, w powiecie kieleckim, w gminie Zagnańsk.
Do 2023 miejscowość była przysiółkiem wsi Gruszka.
W latach 1975–1998 przysiółek administracyjnie należał do województwa kieleckiego.
Dojazd z  Kielc zapewniają autobusy komunikacji miejskiej linii 7.
Nieopodal miejscowości znajduje się Rezerwat przyrody Barcza, z dwoma kamieniołomami, w których wydobywano w początkach XX w. piaskowce dolnodewońskie.